# Mò đỏ

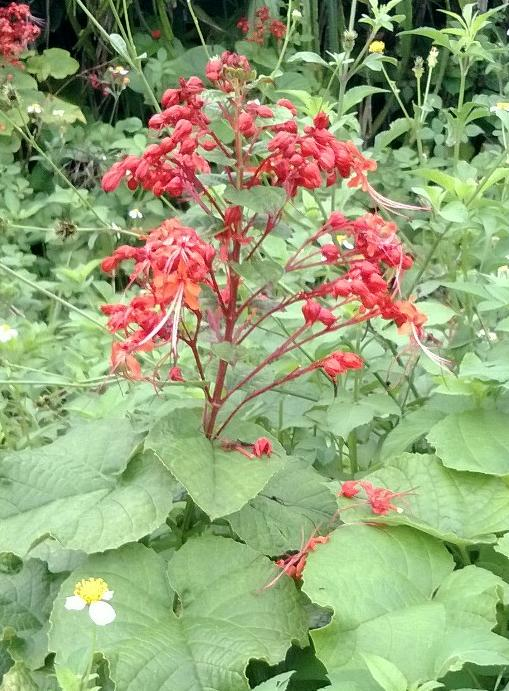
Hoa mò đỏ

Mò đỏ hay xích đồng nam (danh pháp hai phần: Clerodendrum japonicum) là một loài thực vật có hoa trong họ Hoa môi. Loài này được (Thunb.) Sweet mô tả khoa học đầu tiên năm 1826.